# La Hache sanglante
Pour plus de détails, voir Fiche technique et Distribution.
La Hache sanglante (titre original : The Yellow Tomahawk) est un film américain réalisé par Lesley Selander, sorti en 1954.

## Synopsis
Le guerrier cheyenne Fire Knife remet à Adam Reed un tomahawk jaune qu'il doit livrer à un fort de l'armée américaine commandé par le major Ives comme une proclamation de guerre, un avertissement pour évacuer les femmes et les enfants avant l'attaque. Ives est connu comme "le boucher" pour n'avoir pas donné aux femmes et aux enfants cheyennes un tel avertissement lors de précédents bains de sang. Ives se moque du tomahawk et Adam décide que les officiers supérieurs du major dans un autre fort doivent être informés de ses actions.
La seule femme qui tient compte de l'avertissement d'Adam de partir est Kate Bohlen, l'amie du lieutenant Bascom, qui s'ennuie de sa ville natale, Boston. Une attaque est montée avant que Kate puisse s'enfuir en toute sécurité. Adam est assommé, mais Fire Knife s'assure que sa vie est épargnée. Bascom et beaucoup d'autres sont tués.
Tendant l'arc en signe de paix, Adam demande à Fire Knife de laisser le sort du major à la justice de l'armée. La soif de vengeance de Fire Knife est trop grande, il se prépare donc à tuer Ives, qui, en désespoir de cause, révèle qu'il est lui-même d'origine cheyenne. Adam ne peut permettre qu'Ives soit tué de sang-froid, il tue donc son ami indien.
En route vers le prochain fort pour rapporter ce qui s'est passé, Adam part avec Kate alors qu'Ives, humilié, le supplie de ne pas révéler son secret.

## Fiche technique
- Titre original : The Yellow Tomahawk
- Titre français : La Hache sanglante
- Réalisation : Lesley Selander
- Scénario : Richard Alan Simmons et Harold Jack Bloom
- Chef opérateur : Gordon Avil
- Musique : Les Baxter
- Pays d'origine : États-Unis
- Production United-Artists
- Genre : western couleurs
- Date de sortie : 1954

## Distribution
- Rory Calhoun : Adam Reed
- Peggie Castle : Katherine Bohlen
- Noah Beery Jr. : Tonio Perez
- Warner Anderson : Major Ives
- Peter Graves : Walt Sawyer
- Lee Van Cleef : Fire Knife
- Rita Moreno : Honey Bear
- Walter Reed : Keats
- James Best : Soldat Bliss
- Ned Glass : Willy
- Adam Williams : Caporal Maddock